# アイアン・カウボーイズ ミーツ・ゴーストライダー
『アイアン・カウボーイズ ミーツ・ゴーストライダー』（原題：Iron Horsemen）は、フランス、イタリア、フィンランドの映画。

## キャスト
| 役名                       | 俳優                 | 日本語吹替 |
| -------------------------- | -------------------- | ---------- |
| アーチー／バッド・トリップ | ドミニク・グールド   | 咲野俊介   |
| ロンダ                     | ローラ・ファヴァリ   | 朴璐美     |
| リーダー                   | サカリ・クオスマネン | 立木文彦   |
| アイリーン                 | イヴリーヌ・ディディ | 藤生聖子   |
| キャンディ                 | ニッキー・テスコ     | 広瀬正志   |
| シルバーライダー           | ジム・ジャームッシュ | 佐々木誠二 |
| シーカー                   | マッティ・ペロンパー | 川村拓央   |

- その他の声の吹き替え：柳沢栄治／桜澤凛／奥田啓人／柴田創一郎／丸山純路